# 終極一班2
《終極一班2》，2012年台灣偶像劇，由八大電視及可米國際影視聯合製作。終極系列第四部，由汪東城、曾沛慈、SpeXial-子閎、SpeXial-明、文雨非、黃仁德主演，2012年7月7日殺青，為終極系列中首部以高畫質製作拍攝的作品。讲述来自铁时空鐵克禁衛軍西城衛團長令受盟主指派来到金时空芭乐高中寻找汪大东和调查战力指数、KO榜及异能行者消失的故事。八大綜合台於2012年12月26日播出，2013年推出第五部續作終極一班3。2013年入圍第49屆金鐘獎-節目行銷獎，為終極系列首次入圍獎項。

## 故事大綱
汪大東（汪東城 飾）奉灸舞盟主（炎亞綸 飾）之命，護送劉備（陳德修 飾）到銀時空，沒想到問題一個接著一個，睜開眼睛發現自己竟然塞在女子更衣室的櫃子裡！？但這還不是最慘的、芭樂高中甚至於自己的家，都神秘的消失在熟悉的街道上！？
大東從金寶三（張皓明 飾）口中得知，原來自己已經消失了十年；而在自己消失的這段日子，父母（陳博正、謝雅琳 飾）、亞瑟（辰亦儒 飾）及小雨（炎亞綸 飾）為了尋找自己，竟然也下落不明…！？

## 播出時間
以下時間以當地時間（台灣時間）為準

### 首播
| 頻道                  | 所在地   | 播映日期                        | 播出時間                   |
| --------------------- | -------- | ------------------------------- | -------------------------- |
| 八大綜合台            | 臺灣     | 2012年12月26日起至2013年2月5日  | 週一～五 20:00播出         |
| MOD龍華偶像台         | 臺灣     | 2013年2月1日起至2013年2月28日   | 週一～五 19:00播出         |
| 优酷                  | 中国大陆 | 2012年12月27日                  | 0点同步八大综合台          |
| MioTV CH502 佳樂台    | 新加坡   | 2013年2月5日起至2013年3月25日   | 週一～五 22:00播出         |
| MioTV CH502 佳樂台    | 新加坡   | 2016年2月24日                   | 星期一至星期五00:00        |
| J2                    | 香港     | 2013年11月10日起至2014年3月16日 | 週六、週日18:00播出        |
| Astro AEC             | 马来西亚 | 2013年9月18日                   | 周一至周五                 |
| DATV                  | 日本     | 2014年9月17日                   | 周二19:00-21:00兩集        |
| Astro双星 Astro双星HD | 马来西亚 | 2014年11月18日                  | 每週日至週四 10:00 - 12:00 |

### 重播
| 頻道       | 所在地 | 播映日期         | 播出時間              |
| ---------- | ------ | ---------------- | --------------------- |
| 八大綜合台 | 臺灣   | 2012年12月27日起 | 週一～五 02:00        |
| 八大綜合台 | 臺灣   | 2012年12月27日起 | 週一～五 11:00        |
| 八大綜合台 | 臺灣   | 2012年12月27日起 | 週一～五 16:00        |
| 八大綜合台 | 臺灣   | 2012年12月29日起 | 週六 19:00            |
| 八大綜合台 | 臺灣   | 2013年1月5日起   | 週六、日 11:00        |
| 八大綜合台 | 臺灣   | 2013年1月7日起   | 週一～四 23:00        |
| 八大綜合台 | 臺灣   | 2013年11月21日起 | 週一～五 20:00        |
| 八大綜合台 | 臺灣   | 2013年11月22日起 | 週一～五 11:00、16:00 |

## 登場人物

### 主要角色
| 演員                         | 角色                                                                                         | 香港配音 | 介紹 | 本劇劇終戰力 | 戰力變化                                              | 集數                      |
| 汪東城                       | 汪大東 鐵時空：夏蘭荇德．天（夏天）／ 葉赫那拉．宇策（葉宇策） 銀時空：孫策 銅時空：Zack     | 鄧燦陽   | 10年前終極一班老大 18歲，暱稱“自大狂”，號稱史上最強高中生，有遇強則強的特殊體質，隨身武器：龍紋鏊。 個性熱血開朗、愛打抱不平、略微少根筋、衝動又莽撞、霸氣、孝順、有點自戀。慣用右手，汪天養（殺手之王-刀瘋）、曾美好（兵器之母-刀鬼）的獨生子。因時震因素，從十年前穿越到了十年後認識了雷婷和新終極一班的同學。最初和新終極一班的同學水火不容，後漸漸被眾人所接受，並與雷婷漸生情愫。然而時空自動修復的因素，漸漸失去十年後的記憶，一開始因為只記得十年前的事跟十年後壞的回憶因此剛開始人格稍變冷酷，後來漸漸信任終極一班的同學，最終消失回到十年前並完全失去穿越的記憶，只隱隱記得一句話。 歷史改變前，和終極一班同學一起被捲入爆炸案消失，只留下龍紋鏊。 歷史改變後，未復學而加入時空護衛隊。 |              | 9000 →0→11000+ →6500→0 （歷史改變後）→15000+          | 1-16、30                  |
| 曾沛慈                       | 雷婷(King) 鐵時空：葉赫那拉．宇香（葉宇香） 銀時空：小慈(孫尚香) 銅時空：潔客                | 顏頌怡   | 十年後終極一班老大 18歲，暱稱“姓雷的”口頭禪是「我懶得...」，個性獨立淡漠、行事像男生一樣行事明快果決、以自己的方式守護著班上同學、不拖泥帶水、有責任感、處事風格冷靜沉穩、不愛穿女裝。她誓言「有我在，誰都不能欺負芭樂高中」，但是唯一的缺點就是常常左右不分，外表中性的她，平時受到同學師長們的尊重崇拜，其實內心也有小女孩的心思，擁有任性可愛、傲嬌的一面，渴望和大家打成一片。常常被大東的智商打敗。從小就沒有父母，外公是唯一的親人，一直把萬鈞當自己家人。向大東告白，卻來不及得到回覆，留下遺憾。後為追查大東的下落，發現其外公是戰力指數與異能行者消失的主因，穿越時空回到十年前改變外公的決定，也重置了歷史。 歷史重置後，不記得歷史改變前的事。十年後與大東又再度相見（終極一班3）。   |              | 0(原9000)                                             | 全劇                      |
| SpeXial-子閎                 | 中萬鈞 鐵時空：大戰人員 銅時空：項冥 銀時空2017：關羽                                        | 鄧永健   | 雷婷的青梅竹馬 18歲，和雷婷關係緊密，非常瞭解彼此，像是另一個自己。沉默寡言，除了雷婷及少數的人之外一概不理會、完全不在乎別人的想法，個性外冷內熱，愛睡，有一套自己的處事哲理，認為取之於惡人的錢財是天經地義。萬鈞因為自小和雷婷玩耍，從遊戲中學會的絕技是愛的珠珠，只要是任何球體的東西，他都可以操控自如。喜歡雷婷。 |              | 0（原12000）                                          | 全劇                      |
| SpeXial-明                   | 花靈龍 鐵時空：葉神（陳偉） 銀時空2017：周瑜                                                 | 李安邦   | 芭樂高校人氣王，前兩屆的「芭樂王子」 17歲，像是出自於神話的美少年，只愛戀自己的容貌，總是隨身攜帶鏡子，對於自己的外在條件相當自戀，但並不討人厭。家境富裕，身旁隨時有兩名長工簇擁跟隨著。不像外表看起來那樣吊兒啷噹﹑玩世不恭，內心對於深愛的人非常溫柔，曾經愛上一名外貌普通的女孩。 |              | 0（原8000~8500）                                      | 全劇                      |
| 文雨非 （KUSO美眉）          | 裘球 鐵時空：吉吉如律．苓 銀時空：球兒 銅時空：尹小楓                                        | 朱慧珊   | 現任學生會長 18歲，可愛的萌系女生，擅長畫畫，加上天生的認人能力，據說只要一秒，就能牢記對方的長相。手上總是帶著貓掌毛手套，為了藏自己的學生會長戒指。喜歡用認真的表情開玩笑，再用輕鬆的語氣說：「當然是假的啊～」，因為都是無傷大雅的玩笑，又是個可愛的女生，班上同學們都一笑置之，認為她就是小動作一可無害。還沒被發現是地下學生會長之前，同學都把她看做是班上的吉祥物，喜歡萬鈞。 |              | 0（原7200）                                           | 2-30                      |
| 黃仁德                       | 吉吉如律．令                                                                                 | 杜景煜   | 軍籍編號X23Y90U87，鐵克禁衛軍西城衛團長 16歲，裘球在鐵時空分身的哥哥，秉持著軍人剛直不阿理性至上，紀律為要的精神，從小就立志要加入鐵克禁衛軍。 在俄羅斯、北韓、阿富汗等第三世界國家受訓，導致口音有點南腔北調分不清楚是那裡人；成績優異、精通各種生存技巧，做事一板一眼，是個徹頭徹尾的軍事狂，所有簡單平凡的小事，經過他的大腦分析過後，都會變成特種部隊的爆破場面。 後因龐教授的計畫而被消滅異能。 金時空的歷史改變後，在鐵時空為對付狄阿怖玀魔尊，跟灸舞盟主目前下落不明，生死未卜。 |              | 25000→15000→10000→ 1000→3000→0→25000（歷史改變後）    | 13-30                     |
| 小猴 （邵崇柏） （強辯樂團） | 那個誰（胡以資） 銀時空：呂蒙 銅時空：嚴睿                                                   | 黃龍傑   | 終極一班存在感相當低的同學 18歲，雖然同班二年多，即使人就站在身旁，當事人亦無所覺，名字聽過就忘，長相也相當模糊，對於他的一言一行，大家常會用自然環境的因素合理化，只是依稀記得彷彿班上有…「那個誰？」 因為總是出入於無形，又不引人注意，所以是國安局很想延攬的對象，致使教官見到他會相當巴結。 因為很喜歡玩踩影子的遊戲，所以可以神不知鬼不覺的的靠近對方。 大多數都是從別人的右邊出來。 King的左右手之一，和花靈龍的感情很好。 |              | 0（原8000）                                           | 全劇                      |
| 張皓明                       | 金寶三 鐵時空：任秂完弄．晨文（任晨文） 銀時空：蔣幹 銀時空2017：蔣幹                        | 嚴鎮華   | 終極一班留級生與班長 30歲，搞笑角色，芭樂高中最老的高中生，外表粗獷，內心膽小，典型牆頭草性格。原本是KO榜第135名，後來追查發現名次是買來的，本身是麻瓜。十年前終極一班被捲入爆炸案時，因當交換學生躲過一劫，是原終極一班的倖存者。偶爾會像女生的性格一樣撒嬌、愛哭，個性欺善怕惡又喜歡依靠強者，總是見一個愛一個，只要是漂亮女生他都喜歡。 |              | 0                                                     | 全劇                      |
| 那維勳                       | 黑龍（段曉仁） 鐵時空：葉赫那拉．思偍 銀時空：孫堅 銅時空：日月王(加百列) 銀時空2017：趙錢孫 | 黎家希   | 10年前武力裁決所統治者 目前為芭樂高中校工。斷腸人（紅龍）之弟。武力裁決所七大創始人之一，殺了其他四名創始人（包含小雨的父親雨龍）。在斷腸人、大東、小雨、亞瑟消失的這十年裡偽裝為斷腸人的模樣，潛藏在芭樂高校裡當校工，是全國高中校工同盟會的會長。現在正積極幫助調查大東尋找消失的異能，時而正經，時而神秘，想找出這個世界異能消失的主因及幫助大東返回十年前。雖然表現出討厭斷腸人的樣子，卻還是難捨兄弟之情。 16集大東回十年前之後，與留在十年後的令共同調查戰力指數消失的原因。 10年前斷腸人消失後裝成哥哥到芭樂高中當校工，10年後被令給識破。 27集斷腸人消失前終於流露出兄弟的感情，更對他說出其死前最想聽到的一句話：「我愛你」，其後獲得時空之門。                                         |              | 25000+（20年前）→50000+（魔化）→0→30000（歷史改變後） | 1、3-11、14-17、19-28、30 |

### 終極一班其他同學
| 演員                         | 角色                                           | 香港配音 | 介紹 | 本劇劇終戰力 | 戰力變化                                    | 集數               |
| 黃牛 （黃少谷） （強辯樂團） | 耿烈 銀時空：周瑜 銅時空：琥珀                 | 馮瀚輝   | 金時空十年後唯一的異能行者 18歲，名模轉學生，高一曾在芭樂高中就讀，是雷婷的最佳拍檔。大家除了流傳著「雷婷一出，傷痛無數」，還有「耿烈助威，芒刺在背」，造就芭樂高中一時的風光，高一時與雷婷共同獲得「芭樂之光」的頭銜。原本家世良好，但因父親經商失敗，債舉高台，耿烈被迫與家人連夜逃跑，不告而別（因氣憤而在廣播室不小心使出異能，被黑龍測到），經過許多波折後以名模生身份回到學校，令終極一班又驚又喜，實際上與Bass一起成為討債集團的頭目。擁有異能，但目前還在學習掌握運用的階段。儘管被五熊（小白）認作是亞瑟，仍然癡情守護著失憶的她，希望她有一天能愛上自己。 在25集中令提到作長期的體能訓練能使異能穩定，因此異能也漸趨穩定。 26集使用回憶術讓五熊想起十年前的一切。而後了解龐教授給的任務是消除其他異能行者身上的異能。 (使用異能請見法術與咒語區) 29集異能被龐教授消除。 10年後時空改變後，因此而不知去向，也是終極一班2人物中唯一一位歷史改變後仍不知去向的人物。 |              | 5000→8000→0                                 | 22-30              |
| 海狗 （林奕勳） （強辯樂團） | Bass 鐵時空：灸亣镸荖．萊（灸萊） 銅時空：凱大 | 葉鎮洲   | 終極一班轉學生 18歲，耿烈好友，和耿烈一樣都曾因家裡的關係，被討債集團追債，後來跟在耿烈的身邊，一起成為討債集團頭目。和終極一班眾人並不相熟，曾跟蹤過雷婷。目前和耿烈一起欺騙眾人，但真正的目的是來監視耿烈。 29集中因終極一班同學的惡作劇，誤以為自己感染WTD，後企圖刺殺龐教授被終極一班阻止後喪心病狂，不知去向。 10年後時空改變後為魔化異能行者，為獨孤狼之手下，奉獨孤狼之命俘虜斷腸人及薩必四等人並操控小慈（真孫尙香）進入終極一班。（詳見終極一班4） |              | 0 （歷史改變前） 15000~30000 （歷史改變後） | 21-23、26、29      |
| 林岳德                       | 大不點                                         |          | 與小不點合稱長工二人組，是花靈龍的隨從僕人 隨侍在花少爺的兩旁，只要花少爺有什麼需要，一定會立刻打點好雙手奉上。花少爺有危險時也會立即挺身而出，相當忠心耿耿，盡忠職守。 |              | 麻瓜                                        | 1-2、4-11、13-30   |
| 小不點                       | 小不點                                         | 楊婉潼   | 與大不點合稱長工二人組，是花靈龍的隨從僕人 隨侍在花少爺的兩旁，只要花少爺有什麼需要，一定會立刻打點好雙手奉上。花少爺有危險時也會立即挺身而出，相當忠心耿耿，盡忠職守。 曾在斷腸人的攤子上替昏迷的金寶三進行人工呼吸（花少爺的命令）。 24集被金寶三爆料自己曾經喜歡過金寶三以及與撐喫約會的事。 |              | 1000→0                                      | 1-2、4-11、13-30   |
| 呂世偉                       | 撐 喫                                          |          | 金寶三的跟班 嗜好就是吃，吃到撐大概是他認為最幸福的一件事。並且隨時都處於幸福的狀態。 對於所有能吃到不能吃的美食或有毒植物相當專精，不管是塑化劑、瘦肉精通通逃不過他的嘴巴，是政府稽查單位委任的榮譽調查員，專長是自然科學。 |              | 麻瓜                                        | 1-11、13-30        |
| 麥基                         | 愛 恨                                          |          | 金寶三的跟班 記憶力超強，所有的東西都可以過目不忘。 但僅只是過目不忘，並不會自行消化吸收，所以即使課本倒背如流，但考試成績只有文科是其強項，對於數理的應用題，程度比小學生還差。而他如此過人的記憶能力，其實是源自於愛記恨的習慣。 |              | 麻瓜                                        | 1-11、13-30        |
| 李博翔                       | 阿 翔                                          |          | 十二CM 是班上的男同學。與阿忠和阿蹦合稱十二CM（因為身高皆168CM，與180CM差12CM）。 |              | 麻瓜                                        | 2-11、13-27        |
| 周賢忠                       | 阿 忠                                          |          | 十二CM 是班上的男同學。與阿蹦和阿翔合稱十二CM（因為身高皆168CM，與180CM差12CM）。 曾經惹上小混混後因為King沒有即時救自己，而怨恨她。 |              | 麻瓜                                        | 2-11、13-27、29-30 |
| 陳允澤                       | 阿 蹦                                          |          | 十二CM 是班上的男同學。與阿忠和阿翔合稱十二CM（因為身高皆168CM，與180CM差12CM）。 |              | 麻瓜                                        | 2-11、13-27、29-30 |
| 安喬                         | 寶 寶                                          |          | 三重埔 與莎莎、婷婷合稱三重埔，是班上的女同學。 |              | 麻瓜                                        | 2-11、13-26、29-30 |
| 陳鈺潔                       | 婷 婷                                          |          | 三重埔 與莎莎、寶寶合稱三重埔，是班上的女同學。 |              | 麻瓜                                        | 2-11、13-26、29-30 |
| 孫尤安                       | 莎 莎                                          |          | 三重埔 與婷婷、寶寶合稱三重埔，是班上的女同學。 |              | 麻瓜                                        | 2-11、13-26        |
| 蘇郁豪                       | 小學生                                         |          | 是班上的男同學。 |              | 麻瓜                                        | 2-11、13-25、29    |

### 芭樂人物
| 演員     | 角色                                                  | 香港配音       | 介紹 | 本劇劇終戰力 | 戰力變化 | 集數                                    |
| 夏靖庭   | 賈勇 鐵時空：斬魔獵士 銀時空：呂伯奢                  | 馮瀚輝         | 芭樂高中前訓導主任及現任校長 海軍陸戰隊福利社退伍軍人，討厭終極一班，十年後升格為校長。好不容易熬出頭的賈勇，除去過去以鐵的紀律管教學生的方式，取而代之的是柔和政策，強調學生也是有人權的，然而全校師生都知道這只是他用來掩飾自己軟弱的一套官冕堂皇的說詞罷了，實際上還是無能又怕事，剛當上校長的他，為了要擺脫終極一班這個恐怖的惡夢，每天都焦頭爛額的思考著，要怎樣才能讓芭樂高中真正的「免除」再收到像終極一班的學生，在當上校長及娶了古文靜為妻後，原以為人生就此順遂，不料大東的出現，讓他校長寶座岌岌可危之外，竟然還要擔心人妻暴走之綠帽危機。 |              | 麻瓜     | 2-6、8-9、11-13、15-18、29（人形看板）  |
| 劉伊心   | 黃 菲                                                 | 張妙妙         | 10年後終極一班的導師 28歲，素顏與化妝時判若兩人，住處為大東家舊址，所以大東回到舊家後，意外撞見黃菲素顏的模樣，對大東懷有敵意。一直到大東說出「老師不管有沒有化妝，在他眼中都是同一個人」後，對大東產生淡淡的情愫。一直積極相親，夢想嫁入豪門，認為「女老師」是豪門婆婆最愛的職業選項之一，因此才決定為人師表，其實她壓根就不想為人師表。 |              | 麻瓜     | 2、4-6、11、13、15-22、24-25、27-28、30 |
| 葉蕙芝   | 古文靜 銀時空：魅娘                                   | 張惠雯         | 芭樂高中前國文老師及現任教務主任 現為賈勇之妻。最資深的國文老師，觀念保守，喜愛賈勇多年後，終於皇天不負苦心人的追到手。兩人結婚後，因為要增加自己和賈勇的相處時間，難得強勢要求升自己為教務主任，以便就近照顧賈勇…被學生們戲稱「愛吃幼齒顧眼睛的校長夫人」。原本以為賈勇是自己今生所愛，但在校醫出現後性格否變，從原本對賈勇的百依百順，變得頤氣指使，動輒得咎。不過發現賈勇和別的女人曖昧時，還是會醋勁大發。 |              | 麻瓜     | 2、4-6、8-9、11-12、15-19、21-22、27    |
| 下村蒼史 | 艾孝一                                                | 杜景煜→ 葉鎮洲 | 芭樂高中的年輕校醫 28歲，溫和細心，溫柔，俊美體貼，因此一到芭樂高中就成為古文靜新的愛慕對象。後台相當強硬，家裡相當有錢，所以當校醫只是興趣，滿懷抱負與理想，抓到機會就對學生施以諄諄教誨之講到太陽下山，讓所有學生都對他避之危恐不及，而且他的醫術真的不怎麼樣，所以學生受傷，寧可自己爬去外面醫院就診，也不想進去保健室。真實身份是雷家派在校園裡就近照顧雷婷的家醫，所以當雷婷出現問題時，會第一時間通報雷家。 28集顯示出懂得使用流利的日語。 28集提及自己是應龐教授指示而為終極一班同學下WTD病毒的解藥，但實際只是被利用來消滅異能行者。          |              | 麻瓜     | 2、6、13-16、19-20、27-30               |
| 簡漢宗   | 蘇布啟 鐵時空：古拉依爾．宙王/信哥 銀時空：曲棍球裁判 |                | 芭樂高中教官 人生的第一份工作就是在芭樂高中擔任教官，生性樂觀、思想單純，常常喜歡待在賈校長旁邊當應聲蟲，偶爾想撈點無關緊要的油水時，便會去巴結賈校長替他按摩、逗他開心，喜歡協助訓導處徹底的執行各樣校園紀律，但被他抓的那個學生，永遠都只有金寶三…逢迎諂媚，膽小怕事、害怕終極一班，總是阿諛逢迎上位者的想法，表面上看起來像個應聲蟲，但其實私底下打著取而代之的算盤。 |              | 麻瓜     | 2-6、8-9、11-19、21-22、27              |

### 其他登場人物
| 演員   | 角色                                                      | 香港配音 | 介紹 | 本劇劇終戰力 | 戰力變化 | 集數                           |
| 五熊   | 五熊（小白） 銀時空：小喬 鐵時空：韓克拉瑪．冰心          | 楊婉潼   | 28歲，蔡雲寒（金剛姐姐）的妹妹，十年前和汪大東、金寶三是同學，從小被金剛撫養長大，曾徒手打敗過五隻熊，喜歡吃香蕉。金寶三等人都稱她為「金剛妹」，耿烈則叫她「小白」。因為十年前得知異能行者消失的過程，被企圖消滅異能行者的神秘人打中頭部而失憶。被耿烈所救之後，便一直將耿烈當作是亞瑟。 26集中因耿烈的回憶術而記起10年前異能消失的事情，其後暫住在雷婷家。 28集嘗試阻止耿烈奪走時空之門但失敗。29集將耿烈視為家人。 在10年後的時空遭雷婷與萬鈞改變後，依然存活。 |              | 7000→0   | 23-30                          |
| 巴鈺   | 阿雞師 鐵時空：小情侶 銀時空：東漢書院老師 銅時空：詹姆絲 | 楊婉潼   | 終極一街的大姊頭 自稱18歲，真實年齡不詳。欺騙汪大東，還搶了他的錢包。因為自己超怕終極一班，所以把菜市場改名為「終極一街」，希望別人聽到也都怕。 後來在斷腸人的攤子做了「雞絲拉皮」（阿雞師的腳皮），引來終極一班同學崩潰。 歷史改變後為終極一班學生，自稱“阿娘”。 |              | 未知     | 1、9-11、26                    |
| 王自強 | 老 孫 鐵時空：時空列車司機                                |          | 雷婷的管家 因為大小姐雷婷而討厭中萬鈞，但其實他一直被蒙在鼓裡，誤會了中萬鈞。 為了大小姐雷婷的幸福加入了花靈龍所創立的「捍衛雷婷萬鈞戀情開花結果粉絲團」。 |              | 麻瓜     | 5、10、12-13、20-22、24、29-30 |
| 駱炫銘 | 小萬鈞                                                    | 曾慶珏   | 與小雷婷搭檔成「雷霆萬鈞」。替雷婷承擔了十年之久的「謀殺罪名」。 |              | 7500→0   | 4、14、19-21、30               |
| 李安喬 | 小雷婷                                                    | 顏頌怡   | 與小萬鈞搭檔成「雷霆萬鈞」。親手拔掉外公的氧氣罩後昏倒，醒來後遭小萬鈞「洗腦（保護）」後失憶，以為是小萬鈞拔掉的，從此之後成了雷婷的心魔。 |              | 3500→0   | 4、14、19-21、30               |
| 勾峰   | 龐天啟                                                    |          | 雷婷外公及唯一親人，世界頂尖科學家，因詐死而造成雷婷幼年自閉及往後十年心裡揮之不去的夢魘。因為女兒被是異能行者的丈夫害死，以「撫平失女傷痛」為理由及「讓世界更公平公正」為目標，瘋狂研究消滅異能的工具，最後雖復仇成功卻也感染WTD而深感後悔。 10年後時空遭雷婷與萬鈞改變後，在雷婷8歲時移居外國。 |              | 麻瓜     | 20、28-30                      |

### 桃子女高
| 演員   | 角色     | 香港配音      | 介紹 | 集數         |
| 趙菲芸 | 林青青   | 楊婉潼        | 17歲，花靈龍的初戀情人，外表並沒有十分出色，但是個性相當討人喜歡，原本是拍攝花靈龍的校園攝影師，後來兩人墜入情網，越靠近花靈龍，青青就越為自己的外在感到自卑，希望能夠藉由整型的方式讓自己得到可以跟花靈龍匹配的外表。最後整型失敗，過度傷心所以花靈龍將他給催眠師讓他忘記有關靈龍的一切。 | 5-6          |
| 楊凱琳 | 桃子公主 | 朱慧珊→楊婉潼 | 17歲，桃子女中的校花，大家的夢中情人，但其實偷偷喜歡木訥的教練，為了氣教練，故意說自己喜歡的人是大東，後來被大東識破，最後和教練在一起。 | 6、13-14、16 |
| 安東尼 | 林啟軒   | 葉鎮洲        | 桃子女高拔河隊教練，性格慈祥，卻看起來很兇，大東第一次看到他就懷有敵意，後來才冰釋，暗戀桃子公主，最後跟桃子公主在一起。 | 13-14、16    |

### 十年前金時空
| 演員   | 角色                                                                            | 介紹 | 本劇劇終戰力                                  | 戰力變化                                   | 集數                                 |
| 那維勳 | 斷腸人（紅龍/段常仁） 鐵時空：葉赫那拉．思仁（葉思仁） 銅時空：日音王（王日音） | 十年前終極一班班導 武力裁決所七大創始人之一，黑龍之兄，自廢武功以保性命。擔任大東、亞瑟、小雨的引路人。其所擺設的攤子能做出任何一道菜餚。 在十年前將大東、亞瑟、小雨三人的合照交給令，之後與其他金時空異能行者一同失蹤。實際上是以生命為代價，與時空之門訂下契約將其隱藏起來。 21集黑龍提到在十年前利用鏡子留下了最後的訊息「老弟對不起」。 27集以靈魂的狀態出現在終極一班與黑龍的面前，在與黑龍告別並交出時空之門後安心離開世間。 在10年後的時空遭雷婷與萬鈞改變後，依然存活。 並不認識改變後的雷婷，但互有一種似曾相識的感覺。（但依照正常情形推論，原先改變前的雷婷也只認識黑龍。其實見過，在斷腸人從時空之門出來的時候有見過面。） |                                               | 30000+（20年前）→0                         | 1、16、21（黑龍的回憶）、26-27、30   |
| 辰亦儒 | 王亞瑟 鐵時空：古拉依爾．蘭陵王                                                 | 十年前汪大東的好友 從西區的太平高中轉來終極一班。武器是石中劍。 在十年前為了尋找汪大東的下落，與其他金時空異能行者一同失蹤。實際上是因為在10年前為了解決神秘人物要消滅所有異能行者的陰謀並為了掩護斷腸人逃走，而與其他終極一班的同學捲入爆炸，後行蹤不明。 25集出現於耿烈了解熊珠之戀（終極一班）的劇情中。 在10年後的時空遭雷婷與萬鈞改變後，依然存活。 |                                               | 9000+→9200(生氣)→0→11000+→0                | 僅在對話與回憶中提及，照片和尋人啟事 |
| 炎亞綸 | 丁小雨 鐵時空：灸亣镸荖．舞                                                     | 十年前汪大東的好友 左拳有核彈般的力量，不過右拳的力量比左拳強大十倍。但是一旦使用右拳的話，他就三個小時之內都不能使用武功（戴上阿瑞斯之手後可破除此限制）。 在十年前為了尋找汪大東的下落，與其他金時空異能行者一同失蹤。實際上是因為在10年前為了解決神秘人物要消滅所有異能行者的陰謀並為了掩護斷腸人逃走，而與其他終極一班的同學捲入爆炸，後行蹤不明。 25集出現於耿烈了解熊珠之戀（終極一班）的劇情中。 在10年後的時空遭雷婷與萬鈞改變後，依然存活。 |                                               | 8500~9100+→13000+（阿瑞斯之手）→0→11000+→0 | 僅在對話與回憶中提及，照片和尋人啟事 |
| 寒     | 蔡雲寒（金剛姐姐） 鐵時空：韓克拉瑪．寒/韓克拉瑪．冰心 銀時空：大喬             | 蔡五熊的姐姐 十年前終極一班的學生之一。慣用武器為痛不欲生實話鞭。 在十年前與其他金時空異能行者一同失蹤。實際上是因為在10年前為了解決神秘人物要消滅所有異能行者的陰謀並為了掩護斷腸人逃走，而與其他終極一班的同學捲入爆炸，後行蹤不明。 25集出現於耿烈了解熊珠之戀（終極一班）的劇情中。 在10年後的時空遭雷婷與萬鈞改變後为终极一班导师。 |                                               | 7400→0                                     | 僅在對話與回憶中提及                 |
| 唐禹哲 | 雷克斯 鐵時空：夏蘭荇德．宇/鬼鳳                                                | 十年前汪大東的好友 在阿瑞斯之手事件中遭到金寶三提及。為阿瑞斯之手的原持有者，後把阿瑞斯之手讓給了丁小雨。 在十年前與其他金時空異能行者一同失蹤。實際上是因為在10年前為了解決神秘人物要消滅所有異能行者的陰謀並為了掩護斷腸人逃走，而與其他終極一班的同學捲入爆炸，後行蹤不明。 在10年後的時空遭雷婷與萬鈞改變後，依然存活。 |                                               | 10000+→15000（武屍）→0→11500+→0            | 僅在對話中提及'前KO.1                |
| 吳尊   | 田弘光 時空神：火焰使者                                                         | 高階異能行者→魔化異能行者→麻瓜 田欣的弟弟，人稱「無名」，使用的武器為「龍斬」，來自濟州高校。 不幸遭到黑龍暗算，而成為「武屍．尊」，曾是KO榜排名第一位的天才人物。 後因黑龍武功盡失，令全部武屍失去武功，而自己也失去戰力指數。 | 15000+→22000（成為武屍．尊） →0（荷包蛋大戰） | 僅在對話中提及                             | 僅在對話中提及'前KO.1                |
| 黃小柔 | 煞姐 鐵時空：夏蘭荇德．美/鬼娃                                                  | 十年前終極一班學生（已轉學） 十年前就讀終極一班時中途轉學至其他學校，劇情並沒有交代十年前有沒有與終極一班的同學一起行動。 在10年後的時空遭雷婷與萬鈞改變後，依然存活。 |                                               | 5500→0                                     | 僅在對話中提及'前KO.1                |
| 龔繼安 | 技安                                                                            | 十年前終極一班學生、拔魔島的拔魔戰士 在十年前與其他金時空異能行者一同失蹤。實際上是因為在10年前為了解決神秘人物要消滅所有異能行者的陰謀並為了掩護斷腸人逃走，而與其他終極一班的同學捲入爆炸，後行蹤不明。 在10年後的時空遭雷婷與萬鈞改變後，受盟主指派，來到銅時空執行任務，潛入馬卡龍學園當體育老師。 |                                               | 0→30000（遇魔時）                          | 僅在對話中提及'前KO.1                |
| 謝和弦 | 鯊魚 鐵時空：a Chord                                                            | 十年前終極一班學生 在十年前與其他金時空異能行者一同失蹤。實際上是因為在10年前為了解決神秘人物要消滅所有異能行者的陰謀並為了掩護斷腸人逃走，而與其他終極一班的同學捲入爆炸，後行蹤不明。 在10年後的時空遭雷婷與萬鈞改變後，依然存活。 |                                               | 1000→0                                     |                                      |
| 陳博正 | 汪天養 鐵時空：夏蘭荇德．流 銀時空：董卓 銅時空：幽王                           | 汪大東的父親 汪大東的父親，人稱刀瘋，設有庇護所，也是武力裁決所唯一懼怕的人物。 以“元神渡命”救回小時候從頂樓跳下的汪大東，戰力指數降至15000。 於大東回想自己家外觀的印象時出現。 在十年前與其他金時空異能行者一同失蹤。 在10年後的時空遭雷婷與萬鈞改變後，依然存活。 |                                               | 35000+（30年前）→15000（第一次元神渡命）→0 | 1（汪大東的記憶）                    |
| 阿嬌   | 曾美好                                                                          | 汪大東的母親 汪大東的母親，人稱兵器之母．刀鬼。著有兵器大全，內容記載各樣兵器的製作工法，後來被小潔買回，大東曾利用這個作為線索尋找父母，卻仍然斷了線索。 於大東回想自己家外觀的印象時出現。 在十年前與其他金時空異能行者一同失蹤。 在10年後的時空遭雷婷與萬鈞改變後，依然存活。 |                                               | 25000+→0                                   | 1（汪大東的記憶），對話提及          |

### 銀時空
| 演員       | 角色                                           | 介紹 | 本劇劇終武力 | 武力變化 | 集數 |
| 東城衛．脩 | 劉備 鐵時空：呼延覺羅．脩 銅時空：唯一（暝王） | 中山靖王後代 字玄德，在終極三國第一回中以近乎欺騙的手段讓關羽和張飛拜自己為結拜大哥，卻在剛說完誓詞後被從金時空到銀時空玩的汪大東誤傷，被帶回金時空療傷。 於終極三國二十九回/终极一班2第一集，因為時震的緣故，導致劉備被震回銀時空。 |              | 8000+    | 1    |

### 客串演出
| 演員   | 角色                                            | 介紹 | 集數     |
| 小炳   | 遊 民                                           | 在十年後爛攤子裡睡覺的遊民。 | 1        |
| 馬太   | 東北區老大                                      | 去欺負芭樂高中的其中一名頭目。被雷婷在30秒之內連甩300多下巴掌，腫成大豬頭。 | 2、22    |
| 許時豪 | 大拇哥                                          | 竊盜組織「五指山集團」成員，與二姆弟搭檔。 | 3        |
| 錢俞安 | 二姆弟                                          | 竊盜組織「五指山集團」成員，與大拇哥搭檔。 | 3        |
| 劉行   | 黑 狗 銀時空：趙督郵                            | 十年前為土龍幫的叛徒，現刺青店老闆，中萬鈞為了逼問消息而把他打傷。在雷婷將「King」名號粉碎後，常常找金寶三等人的麻煩。歷史改變後，因為想A走街頭藝人的錢，在地下道被北香蕉地下仆街三重揍（止戈、辜戰、厲嫣嫣）教訓。 | 3、22-23 |
| 盧以恩 | 玲 玲                                           | 在中萬鈞妹妹意外過世後，中萬鈞一直十分自責。而當中萬鈞知道玲玲接受中萬鈞妹妹的心臟移植後，中萬鈞便相當關照她，當做是對當初妹妹的死的救贖。 | 3        |
| 黃薇渟 | 那潔（於第7集6：26出現的比賽獎狀上顯示-Jie Na） | 那個誰(胡以資)的妹妹，大東稱她為「那個妹」，裘球稱她為「漂亮美眉」，稱雷婷為「King姐姐」。小提琴技術在嚴父的要求下，已達可開獨奏會的程度，也得過數個國際知名音樂大賽的獎項。 原先因不堪哥哥逃家後受到的長期壓力而想離家跳樓自殺，但在聽了大東放的歌——《終極一班》主題曲後打消念頭。之後因哥哥得到父親首肯而與他同住和上學，期間還受到金寶三的愛慕。 受到「好個金絲線」製成的琴弓控制下砍斷雷婷鋼琴的擊槌，想嫁禍給哥哥。隔日還把爸爸與哥哥綁到學校樓頂聽她獨奏，想藉此復仇與終結一切。雖然中間受到班上眾人勸阻與解釋，瞭解到是自身被仇恨蒙蔽雙眼才如此偏激，但還是執意不肯聽進去，最後是那個誰決定犧牲自己跳樓的舉動感動了她讓她清醒，事件才以三人互擁落幕。 事後與哥哥一起搬回家，並把從舊書攤買到的《兵器大全》交給大東。時空改變後跟父親移民國外。 | 6-8      |
| 尹昭德 | 那個誰（胡以資）之父 銅時空：程醫生             | 那個誰（胡以資）和小潔的父親，大東稱他為「那個父」。曾貴為國際知名交響樂團的小提琴首席，對兒女的要求極為嚴苛，導致那個誰（胡以資）因不堪長期壓力而離家出走，小潔想離家跳樓自殺。時空改變後離婚，帶著小潔出國移民。 | 7-8      |
| 蘇品傑 | 小那個誰（胡以資）                              | 孩童時期的那個誰（胡以資），長期受到父親給予的壓力，最後離家出走。 | 7        |
| 黃鐙輝 | 項懷仁                                          | 名字諧音「像壞人」，卻是個人民保母。曾在路上搭訕小潔（其實是以警察身分上前關心），後被見義勇為的萬鈞攻擊。再度在路上遇到萬鈞時道出事實，也才讓他知道了真相，並指責他以彈珠襲警。金寶三遇到時說其長得很像黃鐙輝（實際上就是）。 | 7-8      |
| 羅啟紘 | 路邊攤老闆                                      | 在路邊擺攤販賣髮飾，因趕著躲警察而掉了錢包。為報答大東的拾金不昧，堅持要他選一件飾品，後來大東選了雷婷起初正好看中的髮飾送她。 | 7        |
| 邱德洋 | 陳正義                                          | 十年前的芭樂高中學生會長，被稱為「慘孱殘」學生會長,終極一班的人稱其為「不存在」的學生會長。曾教過裘球拳術，並為裘球所敬愛。因為痛恨暴力，在十年前挺身而出保護芭樂高中，卻被連打了三天三夜，而他所保護的學校卻完全不吭一聲，使得他心灰意冷，得到了「辛苦保護的學校竟然比欺負學校的人還要冷血可惡」的結論，並覺得反暴力原來是錯的，從此起了惡念。偶然在某資源回收場撿到了莫名被丟棄的「阿瑞斯之手」，戴上它的正義猶如魔化，總於夜晚出沒，穿著帽T和口罩隱藏身分，倚靠阿瑞斯之手教訓看不順眼的人，往往打得傷勢相當嚴重。最後因大東及裘球的感化，卸下罪惡的阿瑞斯之手，接受法律的制裁。 | 9-11     |
| 唐琪   | 郝婆婆                                          | 住在孤山島上的婆婆，錯認大東及雷婷為自己的孫子及孫媳婦，並收留兩人住了一晚。 | 12       |
| -      | 阿倫                                            | 郝婆婆的孫子，參加畫畫比賽未成，墮落為土匪，並挾持郝婆婆及雷婷，後被大東制服。此劇情被刪減，並未播出，只在寫真書上提及。 | 12       |
| 趙舜   | 老村長                                          | 熱心的孤山島村長，替來不及搭船的大東和雷婷張羅住所。 | 12       |

## 用語

### 名詞
時空之門

宇宙分成的十二個時空中，每一個時空都各有一個時空之門，用來連結穿越其他時空，但不是人人都能藉由此門任意穿越。

當異能行者的戰力指數超過八千點時，才可藉由它通過時空之門轉運點抵達其他的平行時空，而其路程非常複雜，不熟之人若闖入極為容易迷路。

在歐契嗚啦巴哈中，有一種名為「後門」（別稱「時空背叛者」）的時空之門，一旦交易就會不管時空秩序，隨意開啟通往各個時空，甚至各個時間點。（但是穿越時間的代價就是穿越多久，必須給後門多久的壽命，如果自己壽命不足，在穿越後將會便極度衰弱，終至死亡）
時震

乃時空秩序遭到破壞後產生之異象。

一旦捲入時震，嚴重者將會有生命危險，就算無命危之虞也會掉入時空裂縫，被轉送到十二時空中的任一個時空內的任一個年代的任何地點。
剩死門

King用來懲罰忤逆者的地方，是一塊四周被高牆圍起的空地。

空地周圍連生命力最強的野草都無法生長，有人說是那道牆把生命阻擋在外面，牆外是生，內即是死。
鬼針草

五指山集團發明出的生化用具，全名「奇門劇毒鬼針草」，採用七種不同的毒物，煉製七七四十九天，無色無味，使人不知不覺便身染劇毒而渾然不知，正所謂「針針相連到陰間」。是大拇哥和二姆弟用來陷害中萬鈞用的。
兵器大全

由「兵器之母–刀鬼」著作，內容記載了各樣兵器的製作工法。

曾被丟棄在舊書攤的角落，小潔因覺得可惜而將它買回，並根據好個金絲線的工法，訂製了小提琴的弓毛。

汪大東便由此於十年後尋找母親下落，但最終仍無下文。
名人模範生

簡稱「名模生」，是全國性的選拔活動。參加者不但是要就讀學校的模範生，更必須具備跨校、跨年齡，在7到18歲之間擁有高人氣和成就的學生名人。

通常每年都有人參選，不過三到五年才會出現一個，評選標準非常嚴格。
歐契嗚啦巴哈大全

黑龍所持有的黑暗道具書，內容記載了各種不入流異能術的書籍。

最初用來教授耿烈異能，後來裡面的「後門」被令找出並用來阻止龐教授的計畫。
WTD病毒

全名Way To Die，艾校醫表示WTD是人類的罪，因為十年前衛星被人改造，向全世界散布一種"Zeta射線"，人類被改造了基因序列，雖並不會危害到人類性命，但是幾年後科學家發現，當初因為這道射線造成的基因突變，讓人體產生了新型的自體免疫系統病變"WTD"，這會破壞人體賀爾蒙平衡，強化人類性格中的暴力與好戰面，雖本身致死率不高，但是被其影響心智所導致的戰爭、資源搶奪以及恐怖攻擊行動，正在讓人類自相殘殺，逐步走向滅亡。
異能消除劑

由龐教授開發，因女兒（雷婷母親）被身為異能行者的丈夫意外害死，傷心至極的他決定向金時空所有異能行者報復。
分為以下形態：
實驗版：雷婷小時候吃的糖果。
完成版：耿烈出任務注射的針筒及會面時現場的燈光。

### 兵器
| 名稱                     | 持有者                               | 能力值                                            | 介紹 |
| 龍紋鏊                   | 汪大東                               | 傷害力 +N 防禦力 +10 速度 +4 （設定出自終極一班） | 平底鍋型武器，三國時代有名刺客睚眥之武器，相傳，此兵器乃由白龍鱗片加上百煉精鋼製成，具有超自然的靈氣，可辨識主人，傷害力有遇強則強的特性。 因為大東遇強則強，遇弱則弱的體質而成為他的武器。 能夠護主，且可以感應四周的戰力指數。（詳見終極一班）        |
| 玻璃彈珠                 | 中萬鈞                               | 攻擊性 ★★★★★ 便利性 ★★★★★ 命中值 ★★★★             | 顧名思義，就是用玻璃製成的小球作為玩耍使用。 一般可分五月柱、蔥皮與貓眼，這珠子不管是柑仔店還是老街觀光區、十元商品店、網路皆有販售。 中萬鈞能靈活的運之掌上，迅捷的利用8顆彈珠於1.32秒間打倒敵人。                                                     |
| 玲瓏水月錐心刺骨鏡       | 花靈龍                               | 攻擊性 ★★ 裝飾性 ★★★★★★ 美貌加成 ★★★★★            | 花靈龍平時用於整理儀容的金色隨身小鏡。 此鏡材質特殊，作工精美，光可鑑查人心，奢華卻不矯情，但性格脆弱多疑。 曾經在蘇比世拍賣會上創下「很可怕，不要問」的價格。                                                                                          |
| 我敲我敲我敲敲敲之好棒棒 | 那個誰 （胡以資） （歷史改變後持有） | 攻擊性 ★★★★ 節奏性 ★★★★★★ 速度加成 ★★★★★          | 鼓棒型武器，底色為黑的鼓棒，再鍍上金色龍體，低調卻不失華麗。 材質為千年的泥阿木製成，手感、節拍絕佳，可以快速地在對手的主要穴道上敲擊，使用者需要具備極佳的音感及反應，使用該棒，速度及攻擊指數可以瞬間加乘。（詳見終極一班3）                          |
| 神隱喵喵爪               | 裘球 （歷史改變後持有）              | 攻擊性 ★★★★★ 突擊性 ★★★★★ 速度加成 ★★★★           | 是裘球為了隱藏學生會長戒指用的絨毛手套，由上千朵古埃及合歡花的花蕊製造而成。 內藏收放自如的貓爪，靈活迅速難以馴化，貓爪一出，三步見血。 另絨毛能夠在近距離內辨識不同殺意的來源，是近身戰的最佳利器。（詳見終極一班3）                                   |
| 阿瑞斯之手               | 雷克斯→丁小雨 陳正義 汪大東 黑龍     | 傷害力 +10 防禦力 +3 速度 +7 （設定出自終極一班） | 原為雷克斯的武器，後讓渡給丁小雨。（詳見終極一班） 十年後陳正義在回收場撿到，並出於過往保護芭樂高中卻不被保護的心態，使用它對所有高中生報復。 後來在汪大東及裘球的感化下，卸下罪惡的阿瑞斯之手，並於戰後給了大東 汪大東返回十年前之後，由黑龍代為保管。 |
| 石中劍                   | 王亞瑟                               | 傷害力 +6 防禦力 +4 速度 +5 （設定出自終極一班）  | 是巫師梅林用千年火山熱焰打造的利器，當鎮劍石取下時將會成為嗜血索魂的「劍魔」，但能藉由五熊體內的熊珠進行壓制。（詳見終極一班） 在汪大東因「時空自動修正原則」而消失後，被五熊從資源回收場找到。 回收場的老闆亦提到龍紋鏊和石中劍會有兵氣互斥的現象。    |
| 好個金絲線               | 曾美好（刀鬼） 小 潔                 | 無                                                | 是把已失傳多年且無堅不摧的絕世好弓，其鋒利程度可砍斷鋼琴的擊槌。 那個誰的妹妹小潔因受不了父親的壓力與哥哥的逃避，為了報復而根據《兵器大全》中記載的製作工法，訂製了小提琴琴弓的弓毛。 為汪大東的母親，人稱「兵器之母 – 刀鬼」的作品之一。               |
| 神風之棒                 | 吉吉如律．令                         | 無                                                | 令的貼身兵器。外型是棒子。 多次出現於劇情中，但鮮少真正用於戰鬥。 與花靈龍的對戰時多次出現過，也曾用來擋住Bass的撥片。 |
| BASS撥片                 | Bass                                 | 無                                                | 和花靈龍的鏡子、中萬鈞的彈珠一樣，並非異能兵器。 初次出現時就用於實戰。 |
| 光束傘                   | 龐教授 Bass                          | 無                                                | 龐教授之發明物。能射出紅色閃電使敵人倒地，遏止敵人進一步攻擊。不過它不會認主人。 於29集被龐教授以及Bass所使用。 |
| 光束槍                   | Bass                                 | 無                                                | 龐教授之發明物。能射出紅色閃電，威力強大，任何東西都可破壞。 於29集被Bass使用來破壞時空之門。 |

### 異能
| 異能或咒術名稱 | 咒語                   | 使用者  | 說明                                                                                     | 首次登場 |
| 老實術         | 貢息未 嗚啦巴哈        | 耿烈    | 歐契嗚啦巴哈中記載的異能術，音似台語的「說實話」。能讓人不由自主說出心裡的實話。         | 24       |
| 一見鍾情咒     | 萌阿波呀嘎Key 嗚啦巴哈 | 耿烈    | 歐契嗚啦巴哈中記載的異能術，音似台語的「墳墓也敢去」。能使人愛上第一眼看見的人。         | 24       |
| 重複術         | 蕊辟特 嗚啦巴哈        | 令→耿烈 | 為鐵時空異能，音似英語的「REPEAT」。可使人重複執行相同動作。                             | 24       |
| 靜音術         | 謬特 嗚啦巴哈          | 令→耿烈 | 為鐵時空異能，音似英語的「MUTE」。可使人無法發出聲音。                                   | 24       |
| 解除術         | 蕊力ㄈ 嗚啦巴哈        | 令→耿烈 | 為鐵時空異能，音似英語的「RELIEF」。可解除被施術者身上的咒術及狀態。                     | 24       |
| 回憶術         | 酚擂緒貝克 嗚啦巴哈    | 令→耿烈 | 為鐵時空異能，音似英語的「FLASHBACK」。能使失憶者想起過去的記憶。                        | 25       |
| 凝結術         | 伏瑞斯 嗚啦巴哈        | 令→耿烈 | 為鐵時空異能，音似英語的「FREEZE」。能使人的動作凝結，無法動彈。                         | 27       |
| 時空之門召喚術 | 摳摳摳 嗚啦巴哈        | 令→耿烈 | 為鐵時空異能，音似敲門聲。此為方便鐵克禁衛軍執行任務，而設計的簡化版，亦適合初學者使用。 | 27       |
| 睡眠術         | 思立普 嗚啦巴哈        | 耿烈    | 為鐵時空異能，音似英語的「SLEEP」。能使人強制入睡。                                      | 28       |

### KO榜
KO榜是黑龍為了尋找最強異能行者以及看準年輕人好勝心和虛榮心所設立的排行榜，目的是尋找高校界最強的高手，並把他們逐個變成武屍收歸己用。
經十年前的善惡大戰後，黑龍一度失去異能。

※〈本劇因戰力指數消失，並無KO榜〉

## 經典語錄
|        | 有些架必須打，因為我們是「終極一班」（全班喊） |
| ——雷婷 |                                                |

|        | 天使與魔鬼必須是並存的，要不然世界沒辦法平衡 |
| ——黑龍 |                                              |

|        | 這世界上如果沒有天使的話，那惡魔又有什麼存在的必要呢？ |
| ——黑龍 |                                                        |

|          | 只是鞋帶斷了，不用說成好像世界末日一樣 |
| ——汪大東 |                                        |

|          | 想哭就哭不要逞強啊，眼睛不是用來裝眼淚的啊~ |
| ——汪大東 |                                             |

|          | 如果選擇他的是錯誤的話，那就要矯正，不然他會因為當時的選擇感到後悔 |
| ——汪大東 |                                                                    |

|          | 放棄吧，論美貌，你是贏不了我的 |
| ——花靈龍 |                                |

## 電視劇歌曲
| 曲別        | 歌名                            | 演唱者  | 作詞                   | 作曲           | 劇中播出                                                 |
| 片頭曲      | 發飆                            | SpeXial | 吳易緯                 | 蕭恆嘉         | 第二集                                                   |
| 片尾曲+插曲 | 一個人想著一個人                | 曾沛慈  | 張簡君偉               | 張簡君偉       | 第三集、第七集﹑第十三集﹑第十四集﹑第十六集             |
| 插曲        | 終極一班                        | 汪東城  | 謝和弦                 | Tank           | 汪大東在廣播室演唱（第六集）                             |
| 插曲        | FEEL ME                         | 汪東城  | 汪東城                 | 汪東城、陳宥蒼 | 在雷婷和全班在救汪大東的路途中﹑第十集、第二十九集       |
| 插曲        | SpeXial Gou Gou                 | SpeXial | Jerry Feng、Ajita Chen | 游政豪、丁子恆 | 第二十一集﹑第二十四集                                   |
| 插曲        | 數不盡的星空                    | 曾沛慈  | 曾沛慈                 | 曾沛慈         | 第六集﹑第十二集﹑第十三集﹑第十五集﹑第十六集﹑第十九集 |
| 插曲        | 我想我需要時間                  | SpeXial | 黃少谷                 | 黃少谷         | 第十四集﹑第二十一集、第三十集                           |
| 插曲        | 對我好一點                      | 文雨非  | 阿火, 花啦啦           | 阿火           | 第十六集                                                 |
| 鋼琴插曲    | 可愛奇怪 （页面存档备份，存于） | 曾沛慈  | 曾沛慈                 | 曾沛慈         | 第九集                                                   |

## 相關商品

### 平面
1. 終極一班2故事寫真，水靈文創出版
2. 終極一班2校園生活筆記書，水靈文創出版
3. 終極一班2劇照紀念冊，水靈文創出版

### 電視原聲帶
終極一班2電視原聲帶，原聲帶中收錄了劇中大部份歌曲。由華納唱片製作，台灣於2013年1月18日正式發行。

#### 曲目
| 終極一班2 | 終極一班2                          | 終極一班2             | 終極一班2     | 終極一班2 | 終極一班2 |
| 曲序      | 曲目                               |                       | 作曲          | 演唱      | 备注      |
| --------- | ---------------------------------- | --------------------- | ------------- | --------- | --------- |
| 1.        | 發飆（終極王者版）                 | 吳易緯                | 蕭恆嘉        | SpeXial   |           |
| 2.        | 一個人想著一個人                   | 張簡君偉              | 張簡君偉      | 曾沛慈    |           |
| 3.        | SpeXial Gou Gou                    | Jerry Feng Ajita Chen | 游政豪 丁子恆 | SpeXial   |           |
| 4.        | 數不盡的星空                       | 曾沛慈                | 曾沛慈        | 曾沛慈    |           |
| 5.        | 對我好一點                         | 阿火                  | 阿火 花啦啦   | 文雨非    |           |
| 6.        | 我想我需要時間                     | 黃少谷                | 黃少谷        | SpeXial   |           |
| 7.        | 一個人想著一個人（Lonely Time 版） |                       | 張簡君偉      |           | 配樂      |
| 8.        | 發飆                               |                       | 蕭恆嘉        |           | 配樂      |
| 9.        | 發飆（Fantastic版）                |                       | 蕭恆嘉        |           | 配樂      |
| 10.       | 一個人想著一個人（Dreaming版）     |                       | 張簡君偉      |           | 配樂      |

### 原聲帶未收錄
| 曲序 | 曲目                       |        | 作曲           | 演唱   | 备注                               |
| ---- | -------------------------- | ------ | -------------- | ------ | ---------------------------------- |
| 1.   | Feel Me（feat. PoPu LADY） | 汪東城 | 汪東城、陳宥蒼 | 汪東城 | 收錄於汪東城個人專輯《你在等什麼》 |

## 製作

### 工作人員
出 品 人:馮家瑞﹑賴聰筆﹑古永鏘

監    製:方可人﹑朱向陽

製 作 人：劉行

行銷統籌：蔡妃喬

策    劃：辛舒蓓

編    審：丁玉華

編劇統籌：龔敏惠

編    劇：蔡秋儀﹑禹元元

後製導演：張映倫

導    演：柯政銘﹑林清芳

副 導 演：孫證荃﹑潘淑伶﹑吳昆霖

助理導演：林荏琪

場    記：蔡孟翰

製    片：池宗榮

執行製片：陳逸庭

製 作 組：阿忠﹑許宇翔﹑小不點﹑林俞均

攝 影 師：陳育仁﹑林俊斌﹑陳世嶧

攝影助理：黃世文﹑田倍瑋﹑王聖文﹑廖俊凱﹑陳躍升﹑林誠琮

燈 光 師：龍興源

攝影器材：大宇傳播

場務器材：陳逸庭

場    務：洪聖明

燈光助理：曾翊愷﹑楊宇軒﹑鄭得壽﹑陳俊良

成 音 師：楊子介﹑徐宗詮

成音助理：鍾勝鈞﹑詹俊晟

道    具：陳鵬屹

道具助理：紀思羽﹑趙辰發﹑曾詩軒

美    術：黃千容

梳    化：小社工作室

梳化助理：劉恩妤﹑賴庭瑜

化    妝：杜美玲

髮    型：許國媺

造 型 師：李雅婷

服裝管理：孫慧玲﹑秦曉雯

武術指導：鄔汝彬

場務助理：林璁毅﹑江忠明

劇 照 師：陳威逸﹑林士舜

剪 接 師：周宏宜﹑姜叙佩

剪 接 室：光源影音

動    畫：Bobby﹑張巨虎﹑江祟智﹑陳俊廷﹑林怡君

TC 調 光：台北影業﹑李懿瀅

後製錄音：嘉莉錄音工房

混    音：黃大衛

音    效：林傳智﹑吳培倫﹑陳融

編    曲：許勝雄﹑林國凱﹑張靖英﹑賴酉彰﹑林碧霞

配    樂：林傳智﹑許一鴻

後製統籌：陳慧郁

後期製作：羅琬茜﹑楊蕙萍

後    製：可米可愛後期製作有限公司

活動企劃：陳燕玉﹑孫德華﹑謝尚容

專案企劃：廖依鈴﹑王建忠﹑劉文足

公關宣傳：劉佳音﹑賴昱璇

平面攝影：陳志昇

戲劇包裝：王芳茵﹑楊志偉﹑王楷甯

網貢設計：詹永詳﹑陳盈君

平面視覺設計：孫寓恆﹑陳宇青

版權行銷：文素觀﹑陳君屏﹑陳啟超

3D 動 畫：劉國威﹑陳俞卿

## 獎項
- 2013年入圍第48屆金鐘獎-節目行銷獎

## 資料參考

### 腳註
1. ↑  兩岸節目網路殺過界《終極一班2》笑傲台劇攻陸潮 （页面存档备份，存于），蘋果日報，2013年7月14日

### 內部連結
- 終極系列

### 外部連結
- 終極一班2 八大電視-官網（繁體中文）
- 終極一班2的Facebook專頁（繁體中文）
- Yahoo!奇摩名人娛樂 - 終極一班2專頁 （页面存档备份，存于）（繁體中文）
- 水靈文創
- 終極一班2——tvb.com（繁體中文）
- netflix上的《終極一班2》[]
- 《终极一班2》——优酷网 （页面存档备份，存于）

## 作品的變遷
| 八大綜合台 星期一至五20:00 - 21:00    | 八大綜合台 星期一至五20:00 - 21:00         | 八大綜合台 星期一至五20:00 - 21:00 |
| ------------------------------------- | ------------------------------------------ | ---------------------------------- |
|                                       | 終極一班2 （2012年12月26日－2013年2月5日） |                                    |
| 終極一班 （2012年11月12日－12月25日） | 智勝鮮師 （2013年2月6日－3月24日）         |                                    |

| 無綫電視J2 星期六、日17:55/18:00-19:00 11月23日、12月21日、1月12日、2月1日、2日、16日及3月1日 暫停播映 11月24日起 星期六、日18:00-19:00 | 無綫電視J2 星期六、日17:55/18:00-19:00 11月23日、12月21日、1月12日、2月1日、2日、16日及3月1日 暫停播映 11月24日起 星期六、日18:00-19:00 | 無綫電視J2 星期六、日17:55/18:00-19:00 11月23日、12月21日、1月12日、2月1日、2日、16日及3月1日 暫停播映 11月24日起 星期六、日18:00-19:00 |
| --- | --- | --- |
| | 終極一班2 （2013年11月10日－3月16日）                                                                                                   | |
| 星夢高飛 （2013年7月28－11月9日） | 終極一班3 （2014年3月22－7月5日） | |

| 八大綜合台 周一至五 晚上20:00 - 21:00 | 八大綜合台 周一至五 晚上20:00 - 21:00    | 八大綜合台 周一至五 晚上20:00 - 21:00 |
| ------------------------------------- | ---------------------------------------- | ------------------------------------- |
|                                       | 終極一班2 (2013年11月21日－2014年1月1日) |                                       |
| 終極一班 (2013年10月8日－11月20日)    | 海派甜心 (2014年1月2日－2月7日)          |                                       |

| 佳乐台 週一至週五 22:00 - 23：00          | 佳乐台 週一至週五 22:00 - 23：00          | 佳乐台 週一至週五 22:00 - 23：00           |
| ----------------------------------------- | ----------------------------------------- | ------------------------------------------ |
|                                           | 终极一班2 （2013年2月5日－2013年3月25日） |                                            |
| 欢乐元帅 （2012年12月3日－2013年2月4日）  | 財神有道 （2013年3月26日－5月7日）        |                                            |
| 週一至週五 00:00 - 01：00（深夜重播檔）   |                                           |                                            |
| 姐姐立正向前走 （2016年1月11日－2月23日） | 終極一班2 （2016年2月24日－4月5日）       | 第九个寡妇 （2016年4月6日－2016年5月23日） |